# Camagna Monferrato
Camagna Monferrato est une commune italienne de la province d'Alexandrie, dans le Piémont.

## Administration
| Période                                  | Période | Identité | Étiquette | Qualité |
| ---------------------------------------- | ------- | -------- | --------- | ------- |
|                                          |         |          |           |         |
| Les données manquantes sont à compléter. |         |          |           |         |

### Hameaux
Stramba, Regione Bonina

### Communes limitrophes
Casale Monferrato, Conzano, Lu e Cuccaro Monferrato, Frassinello Monferrato, Rosignano Monferrato, Vignale Monferrato.